# Campionato internazionale costruttori 1971
Il Campionato internazionale costruttori 1971 è stata la 2ª edizione del Campionato internazionale costruttori.

## Risultati
| # | Rally                            | Data              | Partiti | Arrivati | Vincitore        | Vettura                  |
| - | -------------------------------- | ----------------- | ------- | -------- | ---------------- | ------------------------ |
| 1 | Rally di Monte Carlo             | 22 - 29 gennaio   | 248     | 22       | Ove Andersson    | Alpine-Renault A110 1600 |
| 2 | Rally di Svezia                  | 17 - 21 febbraio  | 112     | 53       | Stig Blomqvist   | Saab 96 V4               |
| 3 | Rally di Sanremo                 | 14 - 17 marzo     | 86      | 20       | Ove Andersson    | Alpine-Renault A110 1600 |
| 4 | Safari Rally                     | 8 - 12 aprile     | 107     | 32       | Edgar Herrmann   | Datsun 240Z              |
| 5 | Rally internazionale del Marocco | 28 apr. - 1º mag. | 60      | 9        | Jean Deschazeaux | Citroën SM               |
| 6 | Österreichische Alpenfahrt       | 13 - 16 maggio    | 54      | 15       | Ove Andersson    | Alpine-Renault A110 1600 |
| 7 | Rally dell'Acropoli              | 27 - 30 maggio    | 59      | 9        | Ove Andersson    | Alpine-Renault A110 1600 |
| 8 | Coppa delle Alpi                 | 21 - 28 giugno    | 36      | 11       | Bernard Darniche | Alpine-Renault A110 1600 |
| 9 | Rally RAC                        | 20 - 25 novembre  | 231     | 104      | Stig Blomqvist   | Saab 96 V4               |

## Classifica

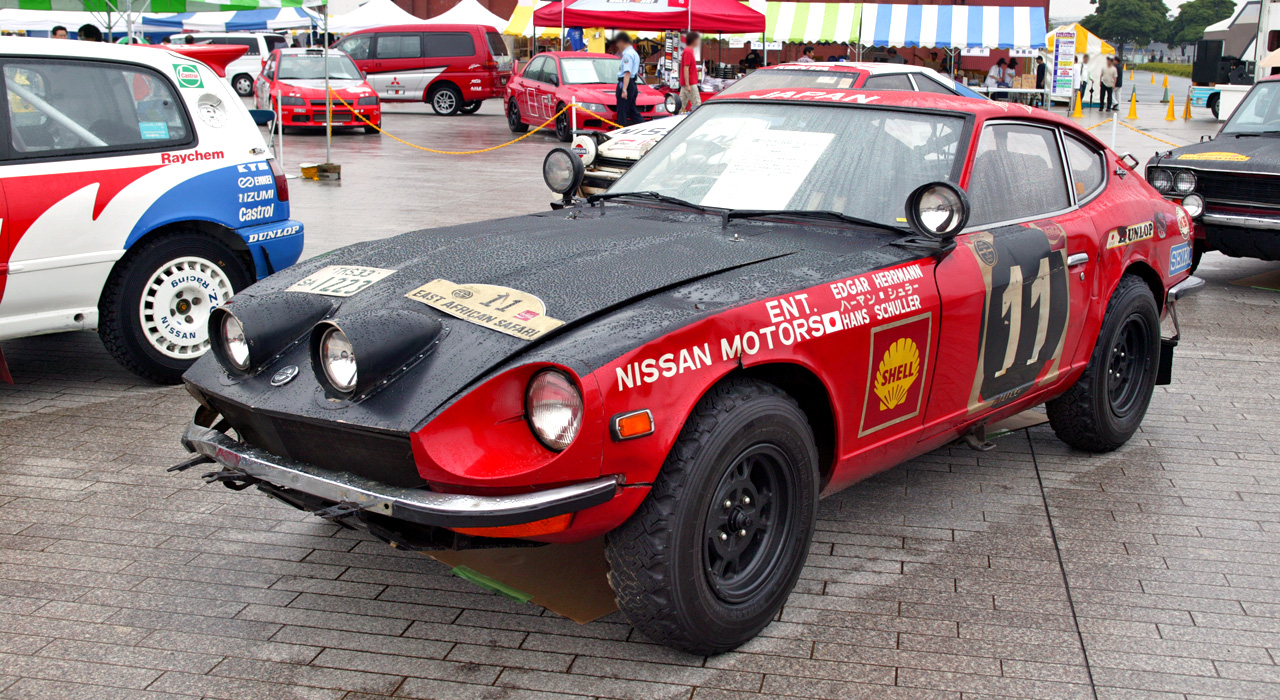
La Datsun 240Z con la quale Edgar Herrmann si aggiudicò il Safari Rally

| #  | Costruttore    | Monaco (bandiera) | Svezia (bandiera) | Italia (bandiera) | Kenya (bandiera) | Marocco (bandiera) | Austria (bandiera) | Grecia (bandiera) | Regno Unito (bandiera) | Pt.  |
| -- | -------------- | ----------------- | ----------------- | ----------------- | ---------------- | ------------------ | ------------------ | ----------------- | ---------------------- | ---- |
| 1  | Alpine-Renault | 9                 | -                 | 9                 | -                | -                  | 9                  | 9                 | -                      | 36   |
| 2  | Saab           | -                 | 9                 | -                 | -                | -                  | -                  | -                 | 9                      | 18   |
| 3  | Porsche        | 3.5               | 3                 | -                 | 2                | 2                  | -                  | -                 | 6                      | 16.5 |
| 4  | Lancia         | 1                 | 4                 | 6                 | -                | -                  | -                  | 4                 | 1                      | 16   |
| 5  | Datsun         | 2                 | -                 | -                 | 9                | -                  | -                  | -                 | -                      | 11   |
| 5  | Fiat           | -                 | -                 | 2                 | -                | -                  | 6                  | 3                 | -                      | 11   |
| 7  | Peugeot        | -                 | -                 | -                 | 4                | 6                  | -                  | -                 | -                      | 10   |
| 8  | Citroën        | -                 | -                 | -                 | -                | 9                  | -                  | -                 | -                      | 9    |
| 8  | BMW            | -                 | 6                 | -                 | -                | -                  | 2                  | 1                 | -                      | 9    |
| 10 | Ford           | -                 | -                 | -                 | 3                | -                  | -                  | -                 | 3                      | 6    |
| 11 | Volkswagen     | -                 | -                 | -                 | -                | -                  | 4                  | -                 | -                      | 4    |
| 11 | Opel           | -                 | 2                 | -                 | -                | -                  | -                  | 2                 | -                      | 4    |